# Tropaeum Traiani
Tropaeum Traiani je římský vítězný monument nacházející se poblíž obce Adamklisi v dnešním Rumunsku. Tropaeum, zasvěcené Martovi Ultorovi, římskému bohovi války, bylo vztyčeno za vlády císaře Traiana v roce 109 na památku válečných střetnutí svedených zde mezi Římany a Dáky.